# Знаки почтовой оплаты СССР (1941)

Зна́ки почто́вой опла́ты СССР (1941) — перечень (каталог) знаков почтовой оплаты (почтовых марок), введённых в обращение дирекцией по изданию и экспедированию знаков почтовой оплаты Народного комиссариата связи СССР в 1941 году.

## Список коммеморативных (памятных) марок
Порядок следования элементов в таблице соответствует номеру по каталогу марок СССР (ЦФА), в скобках приведены номера по каталогу «Михель».
| № по каталогу                        | Изображение | Описание и источники | Номинал              | Дата выпуска         | Тираж               | Художник                                            |
| ------------------------------------ | ----------- | --- | -------------------- | -------------------- | ------------------- | --------------------------------------------------- |
| (ЦФА [АО «Марка»] № 780) (Mi #786A)  |             | Серия «Индустриализация в СССР»: Рабочий и работница                                                                                           | 0,10 руб.            | 23 января 1941 года  | 2 000 000           | Ф. Козлов                                           |
| (ЦФА [АО «Марка»] № 780А) (Mi #786C) |             | Серия «Индустриализация в СССР»: Рабочий и работница                                                                                           | 0,10 руб.            | 23 января 1941 года  | 2 000 000           | Ф. Козлов                                           |
|                                      |             | Серия «Индустриализация в СССР»: Доменная печь                                                                                                 | 0,15 руб.            | 23 января 1941 года  | 2 000 000           | Ф. Козлов                                           |
|                                      |             | Серия «Индустриализация в СССР»: Дорога к Тушинскому аэродрому                                                                                 | 0,20 руб.            | 23 января 1941 года  | 2 000 000           | Ф. Козлов                                           |
|                                      |             | Серия «Индустриализация в СССР»: Паровозы | 0,30 руб.            | 23 января 1941 года  | 3 000 000           | Ф. Козлов                                           |
|                                      |             | Серия «Индустриализация в СССР»: Комбайн | 0,50 руб.            | 23 января 1941 года  | 2 000 000           | Ф. Козлов                                           |
|                                      |             | Серия «Индустриализация в СССР»: Автомобили | 0,60 руб.            | 23 января 1941 года  | 2 000 000           | Ф. Козлов                                           |
|                                      |             | Серия «Индустриализация в СССР»: Индустриальная панорама                                                                                       | 1 руб                | 23 января 1941 года  | 2 000 000           | Ф. Кощлов                                           |
| (ЦФА [АО «Марка»] № 787) (Mi #793A)  |             | Серия «23-я годовщина Красной Армии»: Воины-лыжники                                                                                            | 0,05 руб.            | 22 февраля 1941 года | 2 000 000           | Ф. Козлов                                           |
|                                      |             | Серия «23-я годовщина Красной Армии»: Моряк | 0,10 руб.            | 22 февраля 1941 года | 3 000 000           | Ф. Козлов                                           |
|                                      |             | Серия «23-я годовщина Красной Армии»: Артеллиристы                                                                                             | 0,15 руб.            | 22 февраля 1941 года | 3 000 000           | Ф. Козлов                                           |
|                                      |             | Серия «23-я годовщина Красной Армии»: Кавалеристы                                                                                              | 0,20 руб.            | 22 февраля 1941 год  | 3 000 000           | Ф. Козлов                                           |
|                                      |             | Серия «23-я годовщина Красной Армии»: Пехотинцы-автоматчики                                                                                    | 0,30 руб.            | 22 февраля 1941 год  | 8 000 000           | Ф. Козлов                                           |
|                                      |             | Серия «23-я годовщина Красной Армии»: Кавалерист на скачках                                                                                    | 0,45 руб.            | 22 февраля 1941 год  | 2 000 000           | Ф. Козлов                                           |
|                                      |             | Серия «23-я годовщина Красной Армии»: Маршальская звезда                                                                                       | 1,00 руб.            | 22 февраля 1941 год  | 2 000 000           | Ф. Козлов                                           |
| (ЦФА [АО «Марка»] № 793) (Mi #799A)  |             | Серия «23-я годовщина Красной Армии»: Лётчик у самолёта                                                                                        | 0,50 руб.            | 22 февраля 1941 года | 2 000 000           | Иван Дубасов                                        |
|                                      |             | Серия «К 20-летию со дня смерти Н. Е. Жуковского»: Портрет Н. Е. Жуковского                                                                    | 0,15 руб.            | Март 1941 года       | 2 000 000           | П. Платонов, Р. Поркшьян                            |
|                                      |             | Серия «К 20-летию со дня смерти Н. Е. Жуковского»: Формулы подъёмной силы крыла                                                                | 0,50 руб.            | Март 1941 года       | 2 000 000           | П. Платонов, Р. Поркшьян                            |
|                                      |             | Серия «К 20-летию со дня смерти Н. Е. Жуковского»: Академия имени Н. Е. Жуковского                                                             | 0,30 руб.            | Март 1941 года       | 4 000 000           | П. Платонов, Р. Поркшьян                            |
|                                      |             | Серия «К 15-летию Советской Киргизии»: Табунщик с лошадью                                                                                      | 0,15 руб.            | Март 1941 года       | 2 000 000           | И. Дубасов                                          |
|                                      |             | Серия «К 15-летию Советской Киргизии»: Шахтёр                                                                                                  | 0,30 руб.            | Март 1941 года       | 4 000 000           | И. Дубасов                                          |
|                                      |             | Первая годовщина Карело-Финской ССР: Герб Карело-Финской ССР                                                                                   | 0,30 руб., 0,45 руб. | Март 1941 года       | 3 000 000 2 000 000 | И. Дубасов                                          |
|                                      |             | К 150-летию взятия крепости Измаил войсками А. В. Суворова: Штурм Измаила (тёмно-зелёная)                                                      | 0,10 руб.            | Апрель 1941 года     | 2 000 000           | И. Дубасов                                          |
|                                      |             | К 150-летию взятия крепости Измаил войсками А. В. Суворова: Штурм Измаила (карминная)                                                          | 0,15 руб.            | Апрель 1941 года     | 2 000 000           | И. Дубасов                                          |
|                                      |             | К 150-летию взятия крепости Измаил войсками А. В. Суворова: Портрет А. В. Суворова (чёрно-синяя)                                               | 0,30 руб.            | Апрель 1941 года     | 4 000 000           | И. Дубасов                                          |
|                                      |             | К 150-летию взятия крепости Измаил войсками А. В. Суворова: Портрет А. В. Суворова тёмно-коричневая)                                           | 1,00 руб.            | Апрель 1941 года     | 2 000 000           | И. Дубасов                                          |
|                                      |             | Почтовая марка СССР, 1941 год. Серия «5-летие создания центрального музея В. И. Ленина»: У скульптуры «Ленин в Разливе» (карминная)            | 0,15 руб.            | 01 июля 1941 года    | 2 000 000           | И. Дубасов                                          |
|                                      |             | Почтовая марка СССР, 1941 год. Серия «5-летие создания центрального музея В. И. Ленина»: Центральный музей В. И. Ленина (фиолетовая)           | 0,30 руб.            | 01 июля 1941 года    | 3 000 000           | И. Дубасов                                          |
|                                      |             | Почтовая марка СССР, 1941 год. Серия «5-летие создания центрального музея В. И. Ленина»: У скульптуры «Ленин в Разливе» (тёмно-зелёная)        | 0,45 руб.            | 01 июля 1941 года    | 2 000 000           | И. Дубасов                                          |
|                                      |             | Почтовая марка СССР, 1941 год. Серия «5-летие создания центрального музея В. И. Ленина»: Центральный музей В. И. Ленина (светло-коричневая)    | 1,00 руб.            | 01 июля 1941 года    | 1 000 000           | И. Дубасов                                          |
|                                      |             | Почтовая марка СССР, 1941 год. Серия «25-летие со дня смерти В. И. Сурикова (1848 - 1916)». «Степан Разин» (красная)                           | 0,30 руб.            | 10 июля 1941 года    | 3 000 000           | П. Платонов                                         |
|                                      |             | Почтовая марка СССР, 1941 год. Серия «25-летие со дня смерти В. И. Сурикова (1848 - 1916)». «Переход Суворова через Альпы» (лилово-коричневая) | 0,50 руб.            | 10 июля 1941 года    | 1 000 000           | П. Платонов                                         |
|                                      |             | Почтовая марка СССР, 1941 год. Серия «25-летие со дня смерти В. И. Сурикова (1848 - 1916)». «Переход Суворова через Альпы» (сине-чёрная)       | 0,20 руб.            | 10 июля 1941 года    | 2 000 000           | П. Платонов                                         |
|                                      |             | Почтовая марка СССР, 1941 год. Серия «25-летие со дня смерти В. И. Сурикова (1848 - 1916)». «Степан Разин» (тёмно-зелёная)                     | 1,00 руб.            | 10 июля 1941 года    | 1 000 000           | П. Платонов                                         |
|                                      |             | Почтовая марка СССР, 1941 год. Серия «25-летие со дня смерти В. И. Сурикова (1848 - 1916)». В. И. Суриков, автопортрет                         | 2,00 руб.            | 10 июля 1941 года    | 1 000 000           | П. Платонов                                         |
|                                      |             | Почтовая марка СССР, 1941 год. Серия «100 лет со дня смерти М. Ю. Лермонтова (1814 - 1841)» (сине-зелёная)                                     | 0,15 руб.            | 26 июля 1941 год     | 3 000 000           | Коллектив художников Гознака (По рисунку И. Тоидзе) |
|                                      |             | Почтовая марка СССР, 1941 год. Серия «100 лет со дня смерти М. Ю. Лермонтова (1814 - 1841)» (тёмно-лиловая)                                    | 0,30 руб.            | 26 июля 1941 год     | 5 000 000           | Коллектив художников Гознака.(По рисунку И. Тоидзе) |
| (ЦФА [АО «Марка»] № 819) (Mi #7A)    |             | «Будь героем!» | 0,30 руб.            | 12 августа 1941 года | 3 000 000           | Виктор Корецкий                                     |
| (ЦФА [АО «Марка»] № 819А) (Mi #7C)   |             | «Будь героем!» | 0,30 руб.            | 12 августа 1941 года | 3 000 000           | Виктор Корецкий                                     |
|                                      |             | Серия «Народное ополчение». Ополченцы со знаменем.                                                                                             | 0,30 руб.            | 20 декабря 1941 года | 3 000 000           | И. Дубасов                                          |

### Выпуск стандартных марок «Кремль» (1941—1954)
В мае 1941 года выпущены высокономинальные марки дополнительного стандартного выпуска: Спасская башня Московского Кремля и Большой Кремлёвский дворец (художник Н. Темноруков). В сентябре 1948 года миниатюра  (ЦФА [АО «Марка»] № 1255), повторяющая рисунок марки  (ЦФА [АО «Марка»] № 806) стандартного выпуска «Кремль» переиздана в малом формате (художник В. Завьялов). В отличие от марок выпуска 1941 года она отпечатана способом глубокой печати (как марки седьмого стандартного выпуска), однако отличается качеством бумаги и зубцовкой. Кроме того, марка отличается от почтовых марок восьмой стандартной серии, отпечатанных офсетным способом. Марка была переиздана массовым тиражом в 1953 году  (ЦФА [АО «Марка»] № 1255Б)  (Mi #1245II) на плотной бумаге и с уменьшенным размером рисунка (14,5×21,5 мм), а также в 1954 году на офсетной бумаге (размер рисунка 14,25×21,0 мм) —  (ЦФА [АО «Марка»] № 1255-I).
| № по каталогу                      | Изображение | Описание и источники                               | Номинал   | Дата выпуска     | Тираж     | Художник      |
| ---------------------------------- | ----------- | -------------------------------------------------- | --------- | ---------------- | --------- | ------------- |
| (ЦФА [АО «Марка»] № 806) (Mi #812) |             | Спасская башня Московского Кремля, светло-красная. | 1,00 руб. | 25 мая 1941 года | 2 000 000 | Н. Темноруков |
| (ЦФА [АО «Марка»] № 807) (Mi #813) |             | Большой Кремлёвский дворец, жёлто-коричневая.      | 2,00 руб. | 25 мая 1941 года | 2 000 000 | Н. Темноруков |

## Комментарии
1. ↑  Ниже приведён перечень памятных художественных марок (с возможностью сортировки по номиналу, тиражу и дате введения в обращение).
2. ↑  Серия «Индустриализация в СССР»: рабочий и работница, размер рисунка 22,5×33 мм, тёмно-синяя. Глубокая печать, без водяного знака, перфорирована: комбинированная гребенчатая зубцовка 12½:12 (на каждые 2 сантиметра края марки приходится 12½:12 зубцов), 100 (10×10) экземпляров на марочных листах. Марки печатались блоками (или группами) по (10×5) + (10×5) марок, разделённых дорожкой с образованием в средине марочного листа гаттер-пары[1][6][7].
3. 1 2  Суммарный тираж всех разновидностей марок  (ЦФА [АО «Марка»] № 780)  (Mi #786As);  (ЦФА [АО «Марка»] № 780Р)  (Mi #786Ar);  (ЦФА [АО «Марка»] № 780А)  (Mi #786Cs);  (ЦФА [АО «Марка»] № 780АР)  (Mi #786Cr)[1][6][7].
4. ↑  Серия «Индустриализация в СССР»: рабочий и работница, размер рисунка 22,5×33 мм, тёмно-синяя. Глубокая печать, без водяного знака, перфорирована: линейная зубцовка 12½ (на каждые 2 сантиметра края марки приходится 12½ зубцов), 100 (10×10) экземпляров на марочных листах. Марки печатались блоками (или группами) по (10×5) + (10×5) марок, разделённых дорожкой с образованием в средине марочного листа гаттер-пары[1][6][7].
5. ↑  Серия «23-я годовщина Красной Армии»: воины-лыжники, фиолетовая. Глубокая печать, без водяного знака, перфорирована: линейная зубцовка 12½ (на каждые 2 сантиметра края марки приходится 12½ зубцов), 100 (10×10) экземпляров на марочных листах. Марки печатались блоками (или группами) по (10×5) + (10×5) марок, разделённых дорожкой с образованием в средине марочного листа гаттер-пары[1][8][9].
6. ↑  Серия «23-я годовщина Красной Армии»: лётчик у самолёта, тёмно-синяя. Глубокая печать, без водяного знака, перфорирована: линейная зубцовка 12½ (на каждые 2 сантиметра края марки приходится 12½ зубцов), 100 (10×10) экземпляров на марочных листах. Марки печатались блоками (или группами) по (10×5) + (10×5) марок, разделённых дорожкой с образованием в средине марочного листа гаттер-пары[1][8][9].
7. ↑  «Будь героем!» Напутствие матери сыну-солдату, красная. Офсетная печать, без водяного знака, перфорирована: комбинированная гребенчатая зубцовка 12½:12 (на каждые 2 сантиметра края марки приходится 12½:12 зубцов), 100 (10×10) экземпляров на марочных листах. Марка «Будь героем!» создана по мотивам первого военного фотоплаката художника В. Б. Корецкого, выпущенного под тем же названием издательством «Искусство» 30 июня 1941 года[1][10][7].
8. 1 2  Суммарный тираж всех разновидностей марок  (ЦФА [АО «Марка»] № 819)  (Mi #7A);  (ЦФА [АО «Марка»] № 819А)  (Mi #7C), часть тиража была уничтожена в результате авианалёта[1][10][7].
9. ↑  «Будь героем!» Напутствие матери сыну-солдату, красная. Офсетная печать, без водяного знака, перфорирована: линейная зубцовка 12½ (на каждые 2 сантиметра края марки приходится 12½ зубцов), 100 (10×10) экземпляров на марочных листах. Марка «Будь героем!» создана по мотивам первого военного фотоплаката художника В. Б. Корецкого, выпущенного под тем же названием издательством «Искусство» 30 июня 1941 года[1][10][7].
10. ↑  Спасская башня Московского Кремля, светло-красная. Типографская печать на бумаге без водяного знака, перфорирована: комбинированная гребенчатая зубцовка 12½:12 (на каждые 2 сантиметра края марки приходится 12½:12 зубцов). Разновидности (размер рисунка 15×22 мм):  (ЦФА [АО «Марка»] № 1255) — кирпично-красная,  (ЦФА [АО «Марка»] № 1255А) на тонкой бумаге и  (ЦФА [АО «Марка»] № 1255а) — красно-карминовая. В марочных листах по 50 (10×5) экземпляров[1][11][12].
11. ↑  Большой Кремлёвский дворец, жёлто-коричневая. Типографская печать на бумаге без водяного знака, перфорирована: комбинированная гребенчатая зубцовка 12:12½ (на каждые 2 сантиметра края марки приходится 12:12½ зубцов). В марочных листах по 50 (5×10) экземпляров[1][11][12].